# مجيد سميعي
مجيد سميعي (بالفارسية: مجید سمیعی)،( من مواليد 19 يونيو 1937)  هو جراح أعصاب وعالم طب إيراني .   

## روابط خارجية
- السيرة الذاتية لمجد سامي - حتى 1988
- "أساسيات سامي في جراحة المخ والأعصاب"
- www.radiozamaneh.com